# Хроноскоп
Хроноско́п (от др.-греч. χρόνος — время и σκοπέω — смотрю) — прибор для сравнения показаний двух часов и для точного измерения коротких интервалов времени.
Хроноскопы широко применялись в астрономии, физике, экспериментальной биологии до середины XX в. Впоследствии заменены более совершенной электронной аппаратурой.

## История изобретения
Хроноскоп был изобретен Константином Ивановичем Константиновым, русским учёным и изобретателем в области артиллерии, ракетной техники, приборостроения и автоматики. Для реализации одного из проектов ему понадобился прибор, способный точно измерять малые промежутки времени.
В 1842 году в Лондоне Константинов изобретает оригинальную конструкцию хроноскопа, который «сделал бы доступным анализ движений, совершавшихся в стотысячные доли секунды». В изготовлении этого прибора ему помогал Чарльз Уитстон — один из владельцев лондонской фабрики музыкальных инструментов и изобретатель физических приборов.

## Принцип работы
В хроноскопе используются два диска, находящихся на одной оси. Один диск вращается с угловой скоростью 1 об/с, в нем 10 щелей, пронумерованных от 0 до 9. Второй вращается со скоростью 10 об/с, в нем 100 щелей,
пронумерованных от 0 до 100. Цифры на дисках подсвечиваются лампой, которая загорается, когда получает сигналы от сравниваемых часов.
Используя неподвижный отсчётный индекс, наблюдатель может фиксировать показания с точностью до 0,1 деления второго диска, что соответствует формальной точности в 0,1 мс.
Подавая на хроноскоп электрические импульсы от разных часов, определяют разность их показаний. Хроноскоп, снабженный устройством для фотографирования отсчётов дисков, называемым фотохроноскопом.

## Хроноскоп в научной фантастике
В научной фантастике хроноскоп — прибор способный показывать события, происходящие в другом времени.